# Miss Mundo 1969
Miss Mundo 1969 foi a 19ª edição do concurso de beleza feminino de Miss Mundo. O certame idealizado pelo gerente de vendas publicitárias da Mecca Leisure Group, Eric Douglas Morley, foi realizado no dia 27 de novembro de 1969. Tendo como palco o Royal Albert Hall, o concurso reuniu cinquenta (50) candidatas - quatro a menos que no ano anterior - de diferentes países. A vencedora do certame foi a representante da Áustria, Eva Rueber-Staier, coroada pelo ator e jurado egípicio Omar Sharif, devido a ausência de sua antecessora, Miss Mundo 1968, Penelope Plummer.

## Concurso

### A chegada de Julia Morley
No mês de outubro de 1969, Julia Morley, esposa do diretor da Meca Promotions, Eric Morley e mãe de seus cinco filhos, entrou para trabalhar na empresa para lidar exclusivamente com o concurso Miss Mundo. Isso provocou protestos e reclamações da equipe. "Acho que não posso culpá-los", disse Julia friamente. "Mas acho que eles poderiam ter esperado para ver como eu era." Desde o seu casamento em 1960, ela sempre desempenhou um papel importante no concurso mundial de beleza que seu marido sonhou. "Mas esta é a primeira vez que ele me solta de alguma maneira. Eu tenho que provar que valho a pena". Em seu novo cargo, ela é responsável por tudo, desde patrocinadores a banheiros. "As pessoas pensam que eu consegui o emprego por causa do meu marido. Mas não é verdade", ela disse. Para provar isso, ela está pronta para fazer muitas críticas à forma como o concurso é organizado. Para começar, o pensamento de todas aquelas garotas engaioladas no Waldorf sem nenhuma companhia, apenas com suas acompanhantes e isso era "muito prejudicial".

### Nações ausentes
Os "patrocinadores" de sessenta e cinco nações do mundo se prepararam para registrar suas representantes no concurso global de beleza. Naquele ano, Honduras, Singapura, Síria, Tanzânia e Trinidad e Tobago renunciaram aos direitos do evento, enquanto o Egito retomou a franquia após mais de uma década de ausência. No entanto, depois de fazer competições preliminares em diferentes cidades e poucos dias antes da eleição da nova Miss Egito no final de outubro, o concurso foi cancelado devido a protestos de muçulmanos sunitas. No Quênia, não houve concurso nacional, enquanto na Malásia, eles não selecionaram nenhuma candidata. Na Nigéria, não houve concurso em 1969, no entanto, os organizadores daquele país africano escolheram Morenike Faribido a dedo. Em Portugal, foi realizado um concurso apenas para enviar sua representante ao Miss Internacional.
Enquanto isso, em Barcelona, a Miss Espanha (Genoveva Noelia Afonso Cabrera) ficou muito chateada por achar que não havia sido convidada a participar do evento. "Isso não é verdade, gostaríamos de tê-la aqui", disse Julia Morley. "Podemos aceitá-la se ela chegar até 24 de novembro", acrescentou. Não que eles não a tivessem convidado, mas é que os organizadores espanhóis não haviam enviado a assinatura do contrato que haviam enviado a eles, para que a garota pudesse ser devidamente convidada. Outro dos ausentes foi a Miss Itália (Anna Zamboni). O organizador Enzo Mirigliani explicou sua ausência: "O concurso Miss Mundo me parece apenas uma especulação; as candidatas devem pagar a viagem e as despesas. Durante uma semana, elas passeiam por Londres, como convidadas deste ou daquele lugar, sem outro objetivo senão divulgá-las".
No último minuto, outros países se desculparam por não enviar suas rainhas: Ceilão (Methsili Silva), Congo (Jeanne Mokomo), Gana (Victoria Folson), Uganda (Charlote Ssali) e Tailândia (Phanarat Phisutthisak), além de representantes do Panamá e Peru que aparentemente chegaram a ser escolhidas, mas cujos nomes são desconhecidos. Além disso, os coordenadores da senhorita Marrocos (Rahima Hachti) decidiram mandá-la para o Miss Maja International na vizinha Espanha depois que ela competiu no Japão nao Miss Internacional.
A candidata das Bahamas foi excluída no domingo, 23 de novembro, do concurso, porque tinha apenas 16 anos de idade. A idade mínima para o concurso era de 17 anos, e Ida Pearce, não a teria até 12 de janeiro. Julia Morley, organizadora do concurso, disse que descobriu a questão da idade durante o controle de passaporte dos concorrentes que ela fez naquele domingo. "Pobre garota, mas você pode tentar no próximo ano", a Srª Morley a consolou. Os oficiais do concurso disseram que Ida, uma estudante, poderia aparecer nas finais do concurso quinta-feira à noite, mas apenas para ganhar experiência na competição.

### Royal Albert Hall

Foto do Royal Albert Hall em 2012.

Graças à chegada das transmissões de TV em cores no Reino Unido e para fazer um concurso muito maior, Eric Morley decidiu mudar as finais do concurso do salão de festas do Lyceum, onde o concurso era realizado desde que foi criado, para o imponente Royal Albert Hall, inaugurado em 1871 em South Kensington, Londres. O Lyceum já era considerado pequeno demais para o número de pessoas que queriam assistir ao evento mundial de beleza ao vivo, a imprensa e toda a parafernália da televisão. Por outro lado, e em conversas com a BBC One, a final do concurso também foi adiada até o final de novembro, quinta-feira 27. O produtor da BBC, Philip Lewis, usaria nove câmeras pela primeira vez no concurso. A Meca contratou um grupo de 13 acompanhantes, todos uniformizados e supervisionados por Julia Morley, para cuidar das 62 concorrentes. Os organizadores também informaram que quase todos os ingressos para as finais já estavam esgotados. Naquele ano o evento estava sendo patrocinado pelo jornal Daily Mirror pela primeira vez.

### Causos e Controvérsias

#### Colegas de quarto
Este ano, e com a ideia de Julia Morley, as "colegas de quarto" foram designadas pela ordem alfabética dos países, de modo que as meninas tinham um relacionamento direto entre si, independentemente da língua ou cultura. Era assim que Miss Argentina era colega de quarto da Miss Austrália, Miss Áustria com Bahamas e assim por diante. As candidatas da Tunísia e da Turquia, que inicialmente dividiam um quarto, se davam muito mal e estavam prestes a puxar os cabelos uma da outra, então Julia Morley decidiu trocá-las. Ela colocou a garota tunisina com a Miss Suécia e a turca com a Miss África do Sul.

#### Manifestação liberal
O concurso estava apenas começando e já estava no meio de uma controvérsia: os jovens liberais britânicos, a seção jovem do partido liberal britânico, abriram uma campanha na quinta-feira (20) para proibir e/ou substituir a senhorita da África do Sul, Linda Collett, 18 anos, e pediram aos organizadores que a retirassem. Os jovens liberais alegaram que a seleção de Collett não havia sido decidida de maneira não racial e que, de fato, ela representava apenas sul-africanos brancos. O líder da juventude liberal Louis Eaks disse que "ela veio de uma seleção racista", não representativa de seu país de maioria negra. No entanto, o pedido foi rejeitado. A Meca Promotions, os organizadores, ignoraram a campanha e permitiram que a sul-africana continuasse na competição. Eles disseram que o concurso era completamente não político.

### Favoritas das bancas de apostas
As casas de apostas de Londres estavam ocupadas fazendo apostas nas concorrentes como sempre. A favorita da casa de apostas William Hill era Miss Reino Unido, Sheena Drummond, 18, com 12 para 1. Enquanto Miss Canadá, Jacquie Perrin, de Toronto, 21 anos, foi classificada como "azarão" pelas casas de apostas Ladbroke com probabilidades remotas entre 20 e 1 a 33 a 1. Jacquie, cujo pai dirige um negócio de relações públicas em Orillia, Ontário, era estudante em meio período e modelo que gostava de cantar e falar em público. A favorita da Ladbroke era a candidata de Malta com 10 para 1, seguido da Miss Noruega em segundo com 11 para 1 e Miss Reino Unido e Miss Israel empatando em terceiro lugar com 12 para 1. Os organizadores não aprovavam essas apostas: "Eles não as dignificam e ainda deixam as meninas nervosas".

### Final
Em sua décima nona edição, o evento foi realizado pela primeira vez no grande Royal Albert Hall, localizado em um bairro nobre da capital britânica. Cerca de cinquenta (50) mulheres competiram este ano, com a estreia das ilhas Seicheles e o retorno do Paraguai. Como sempre, as portas se abriram pontualmente às 19h15 e às 19h55, Phil Tate e sua orquestra receberam o público com uma pequena abertura, seguida pelo Hino Nacional Britânico. Após o início do show, Eric Morley entrou no palco para dar as boas-vindas e apresentar as nove personalidades que compunham o painel de jurados. Morley apresentou todas as candidatas em sua primeira apresentação.
Às 21h10, a transmissão ininterrupta do concurso pela BBC começou por 65 minutos e pela primeira vez em cores, com a pré-gravação feita na noite anterior com todas as jovens mulheres em seus trajes nacionais. O mestre de cerimônias, Michael Aspel passou a chamar as 15 semifinalistas que mais uma vez desfilaram em vestidos de noite para o público e pela primeira vez para os telespectadores. Enquanto desfilavam, o comentarista e também o apresentador Pete Murray estava descrevendo as qualidades de cada uma delas. Roy Budd entreteve a platéia com sua perfeita performance no piano. Após o intervalo musical, as 15 formaram um grupo para os juízes e a seleção final das 7 finalistas foi anunciada: Áustria, Alemanha, Guiana, Noruega, África do Sul, Estados Unidos e Venezuela.
Em quinto lugar e ganhadora de 100 libras esterlinas, Miss Venezuela, Marzia Rita Piazza; na quarta posição, a candidata da Guiana, Pamela Lord, que tropeçou e caiu antes de subir ao palco. Ela ganhou 150 libras. Em terceiro, Miss Alemanha, Christa Margraf, com um prêmio de 250 libras. Em segundo lugar e primeira sucessora, Miss Estados Unidos, Gail Renshaw, ganhadora de 500 libras. Vestida com um maiô azul de safira, ofegou quando ela foi nomeada finalista e enxugou uma lágrima do olho. O oficial do concurso que a coroou teve problemas para ajustar a tiara em seus longos cabelos foscos. Nos bastidores, havia três jovens ansiosas: Miss Áustria, Miss África do Sul e Miss Noruega.
E então Eric Morley anunciou que a Miss World 1969 era… Miss Áustria, Eva Rueber-Staier recebeu sua faixa nos bastidores e correu para o palco. A novíssima rainha, com o rosto de boneca, sorrindo debaixo de uma cachoeira de cabelos louros e vestindo um maiô listrado, sentou-se no trono diante de uma bola gigante de lata que simbolizava o mundo, enquanto dois funcionários colocavam para ela a túnica real e Alan B. Fairley entregou a ela o troféu de prata. O ator egípcio Omar Sharif colocou a coroa e entregou-lhe o cetro para que a bela austríaca desse seu último passeio com os acordes da marcha oficial do certame.
Após a cerimônia de coroação, a recém-eleita foi levada para um estúdio de televisão onde foi entrevistada e, posteriormente, compareceu ao Coronation Ball no "Café Royale", onde Morley entregou os cheques do prêmio a vencedora e as finalistas. sul-africana e a norueguesa receberam os prêmios correspondentes ao sexto e sétimo lugar, com 50 e 25 libras, respectivamente.

### Women's Libs
Enquanto isso, nos arredores do Royal Albert Hall, um grupo de mulheres exigindo a "libertação" de seu sexo protestou contra a realização do concurso com faixas. Enquanto as meninas desfilavam pelo palco de ouropel de prata diante de uma multidão de 5.000 espectadores, cerca de 40 feministas do Women’s Liberation Workshop se manifestaram em frente ao teatro, denunciando que os concursos de beleza eram prejudiciais às mulheres. Elas se empurravam entre os espectadores que chegavam, distribuindo panfletos que diziam que o programa significava "a desvalorização econômica, social e psicológica das mulheres" e que beneficiava "ninguém, exceto os grandes negócios". As feministas ignoraram as concorrentes e gritavam: "Como o gado esperando o mercado. Nós não seremos vendidas". Elas carregavam faixas que diziam: "Liberdade para as mulheres" e "Que preço contracepção". A Scotland Yard enviou reforços policiais para garantir que as manifestantes ficassem sob controle. A maioria dos espectadores prestou pouca atenção à demonstração. Outro grupo estava protestando contra a participação da África do Sul no concurso devido às políticas segregacionistas do país. Não houve problemas, apesar da ameaça recebida pela polícia de que bombas de fumaça seriam disparadas no auditório.

### Campeã

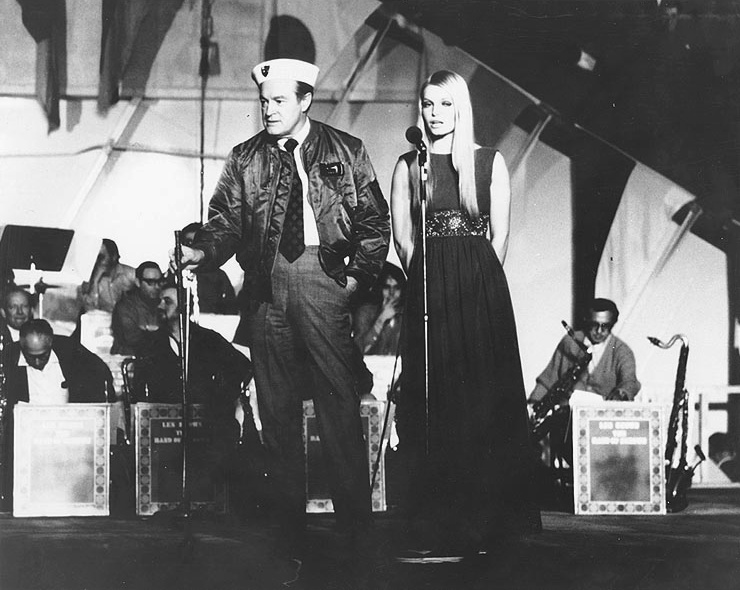
Eva, como Miss Mundo de 1969, junto a Bob Hope no Vietnã.

Eva Von Rueber-Staier nasceu em Bruck an der Mur, Estíria, Áustria, em 31 de outubro de 1949. Dedicou-se à modelagem fotográfica. Em 1968, ela foi coroada Miss Áustria. Em julho de 1969, ela participou do concurso Miss Universo em Miami Beach, onde parou entre as quinze semifinalistas. Mais tarde, ela foi a Londres, onde foi coroada "Miss Mundo 1969" na quinta-feira, 27 de novembro. Ela viajou com Bob Hope para o Vietnã em dezembro de 1969 para entreter as tropas americanas. Em 1970, participou da eleição da Miss Mundo, mas não coroou sua sucessora, no entanto, dançou em sua despedida. Foi juíza no Miss Mundo 1972. Entre 1970 e 1983, foi atriz de cinema, destacando-se em alguns pequenos papéis nos filmes de James Bond, como "Octopussy", "For Your Eyes Only" e "The Spy Who Loved Me".
Se casou em 1º de janeiro de 1973, no famoso London Caxtell Hall, com o produtor e diretor de cinema britânico Ronald Fouracre, 38, que já tinha dois filhos de um casamento anterior, e eles permaneceram casados até se tornar viúva em 2 de julho de 1983. Durante todos esses anos, ela continuou sua carreira de modelo. Nos anos 80, dedicou-se ao estudo da arte no Harrow Arts Centre, em Londres. Mais tarde, ela se casou novamente, desta vez com o publicitário britânico Brian Cowan, com quem atualmente mora, e teve um filho chamado Alexander (nascido em 1984) em Pinner, um subúrbio de Londres.
Atualmente, dedica-se à produção de esculturas de metal, concreto e vidro; alguns foram exibidos no Fórum de Artes Visuais de Hertfordshire em 2008 e no Harrod Arts Center em 2015. Hoje, depois de 50 anos na Inglaterra, ela se acostumou a morar no País. Ela gosta da natureza e cuida de seu enorme jardim; Ela joga tênis e anda de bicicleta. Ela não viaja mais para a Áustria com tanta frequência: "Enquanto meu pai morava, eu fui a Bruck uma ou duas vezes por ano e também visitei amigos de outrora. Mas meu pai morreu há dois anos, desde então minhas visitas se tornaram ainda mais raras". No entanto, ela sonha em fazer uma exposição de sua arte no seu próprio país. "Se o Brexit realmente chegar, tenho que solicitar uma autorização de residência. Meu filho de 36 anos, que viaja muito como cinegrafista, pode querer se tornar um austríaco." Mas ela espera que a política continue a ceder.

## Resultados
| Posição                 | País e Candidata |
| Vencedora               | - Áustria - Eva Rueber-Staier |
| 2º. Lugar               | - Estados Unidos - Gail Renshaw |
| 3º. Lugar               | - Alemanha - Christa Margraf |
| 4º. Lugar               | - Guiana - Pamela Lord |
| 5º. Lugar               | - Venezuela - Marzia Suprani |
| 6º. Lugar               | - África do Sul - Linda Collett |
| 7º. Lugar               | - Noruega - Kjersti Jortun |
| (TOP 15) Semifinalistas | - Checoslováquia - Marcela Bitnarová - Finlândia - Päivi Raita - França - Suzanne Angly - Israel - Tehila Selah - Jamaica - Marilyn Taylor - Malta - Mary Brincat - Nova Zelândia - Carole Robinson - Reino Unido - Sheena Drummond |

     Colocação não-oficial, revelada posteriormente ao final do evento.

## Jurados
Ajudaram a definir a campeã:
1. Omar Sharif, ator;
2. Henry Cooper, campeão de boxe;
3. Michael Crawford, ator, comediante e cantor;
4. Sarah Courage, esposa do automobilista Piers Courage;
5. Ambrose Genda, alto comissário da Serra Leoa no Reino Unido;
6. Abdul Jamil, alto comissário da Malásia no Reino Unido;
7. Francis Chichester, aviador e navegador;
8. Peter Dimmock, executivo da BBC;
9. Susannah York, atriz;

## Candidatas
Disputaram o título este ano:
| - África do Sul - Linda Meryl Collett - Alemanha - Christa Margraf - Argentina - Graciela Marino - Austrália - Stefane Meurer - Áustria - Eva Rueber-Staier - Bahamas - Wanda Pearce - Bélgica - Maud Alin - Brasil - Ana Cristina Rodrigues - Canadá - Jacquie May Perrin - Checoslováquia - Marcela Bitnarová - Chile - Ana María Nazar Mayor del Arco - Chipre - Flora Diaouri - Colômbia - Lina Maria Garcia Ogliastri - Coreia do Sul - Kim Seung-hee - Costa Rica - Damaris Ureña - Dinamarca - Jeanne Perfeldt - Equador - Ximena Lourdes Aulestia Díaz - Estados Unidos - Gail Renshaw - Filipinas - Feliza Teresa Nuesa Miro - Finlândia - Päivi Ilona Raita - França - Suzanne Angly - Gâmbia - Marie Carayol - Gibraltar - Marilou Chiappe - Grécia - Helena Alexopoulou - Guiana - Pamela Patricia Lord | - Holanda - Nente van der Vliet - Índia - Adina Shellim - Irlanda - Hilary Clarke - Islândia - Ragnheidur Pétursdóttir - Israel - Tehila Selah - Iugoslávia - Radmila Zivković - Jamaica - Marilyn Elizabeth Taylor - Japão - Emiko Karashima - Líbano - Roula Majzoub - Libéria - Antionette Coleman - Luxemburgo - Jacqueline Schaeffer - Malta - Mary Brincat - México - Gloria del Campo - Nicarágua - Carlota Marina Brenes López - Nigéria - Morenkike Faribidio - Noruega - Kjersti Jortun - Nova Zelândia - Carole Robinson - Paraguai - Blanca Nieves Zaldívar Rodríguez - Reino Unido - Sheena Drummond - República Dominicana - Sandra Cabral - Seicheles - Sylvia Labonte - Suécia - Ingrid Marie Ahlin - Tunísia - Zohra Tabania - Turquia - Sermin Aysin - Venezuela - Marzia Rita Isela Piazza Suprani |

## Histórico

### Desistências
- Ceilão - Methsili Silva
- Congo - Jeanne Mokomo
- Espanha - Genoveva Noelia Afonso Cabrera
- Gana - Victoria Folson
- Itália - Anna Zamboni
- Marrocos - Rahima Hachti
- Suíça - Liselotte Pouli
- Tailândia - Phanarat Phisutthisak
- Uganda - Charlote Ssali